# 獅色歧鬚鮠
獅色歧鬚鮠，為輻鰭魚綱鯰形目倒立鯰科的其中一種，為熱帶淡水魚，分布於非洲坦尚尼亞及索馬利亞沿岸淡水流域，體長可達6公分，棲息在底中層水域，生活習性不明。